# Maximilien Emmanuel de Hornes
Pour les articles homonymes, voir Hornes.
Maximilien Emmanuel, 3e et dernier prince de Hornes (né le 31 août 1695 et décédé le 12 janvier 1763), est le fils du prince Philippe Emmanuel de Hornes (1661-1718) et de la princesse Antoinette de Ligne (1680-1720).

## Biographie
Il épouse en premières noces, le 17 juin 1722, Marie-Thérèse Charlotte Bruce (1697-1736), comtesse d'Ailesbury et baronne de Melsbroeck.
En secondes noces, il épouse Henriette Thérèse Norbertine, wild- et rhingrave de Salm-Kyrbourg (1711-1751), et en troisièmes noces, Marie-Albertine de Gavre (1735-1797), fille du prince de Gavre.
Il fut chevalier de l'Ordre de la Toison d'or (1749).